# Décès en février 2002
Décès
- 1998
- 1999
- 2000
- 2001
- 2002
- 2003
- 2004
- 2005
- 2006

Pour une information complémentaire, voir la page d'aide.

| Date        | Nom                           | Activités                                                                                 | Âge | Source |  |
| ----------- | ----------------------------- | ----------------------------------------------------------------------------------------- | --- | ------ |  |
| 1er février | Hildegarde Knef               | Actrice allemande                                                                         | 76  |        |  |
| 2 février   | Jacques Hondelatte            | architecte français                                                                       | 59  |        |  |
| 2 février   | Robert Ouédraogo              | prêtre et musicien burkinabé                                                              | 79  |        |  |
| 3 février   | André Diligent                | homme politique français                                                                  | 82  |        |  |
| 3 février   | Raymond Gérôme                | Acteur et metteur en scène franco-belge                                                   | 82  |        |  |
| 3 février   | Julien Rassam                 | Acteur français                                                                           | 33  |        |  |
| 6 février   | Guy Stockwell                 | Acteur américain                                                                          | 67  |        |  |
| 7 février   | Zizinho                       | footballeur international brésilien.                                                      | 79  | (en)   |  |
| 9 février   | Margaret du Royaume-Uni       | Membre de la famille royale britannique, sœur cadette de l'actuelle reine Élisabeth II    | 71  |        |  |
| 10 février  | Traudl Junge                  | secrétaire d'Adolf Hitler                                                                 | 81  |        |  |
| 11 février  | Aimé Gori                     | footballeur français                                                                      | 65  |        |  |
| 13 février  | Ramón Grosso                  | joueur et entraîneur de football espagnol                                                 | 58  | (es)   |  |
| 13 février  | Robert Hennequin              | joueur et entraîneur de football français                                                 | 81  |        |  |
| 13 février  | Waylon Jennings               | Chanteur de country américain                                                             | 64  |        |  |
| 14 février  | Domènec Balmanya              | joueur et entraîneur de football espagnol, sélectionneur de l'équipe nationale espagnole  | 87  | (es)   |  |
| 14 février  | Geneviève de Gaulle-Anthonioz | militante caritative française, ancienne résistante et nièce du Général de Gaulle         | 81  |        |  |
| 14 février  | Grover Krantz                 | anthropologue américain                                                                   | 70  | (en)   |  |
| 15 février  | Daniel Pearl                  | journaliste américain tué par les Talibans au Pakistan                                    | 38  |        |  |
| 16 février  | Lev Koulidjanov               | Réalisateur, scénariste et pédagogue soviétique et russe                                  | 77  |        |  |
| 16 février  | Raymond Lacombe               | ancien président de la Fédération nationale des syndicats d'exploitants agricoles (FNSEA) | 72  |        |  |
| 19 février  | Lila De Nobili                | peintre et créatrice de costumes et de décors d'opéra italienne                           | 85  |        |  |
| 20 février  | Philippe Schuth               | footballeur français.                                                                     | 35  |        |  |
| 21 février  | Marinette Mathieu             | peintre et plasticienne française                                                         | 98  |        |  |
| 21 février  | John Thaw                     | acteur britannique                                                                        | 60  |        |  |
| 21 février  | Georges Vedel                 | professeur de droit public français, et ancien membre du conseil constitutionnel          | 91  |        |  |
| 22 février  | Ákos Bíró                     | peintre hongrois                                                                          | 90  |        |  |
| 22 février  | Chuck Jones                   | dessinateur américain (Bugs Bunny)                                                        | 89  |        |  |
| 22 février  | Joaquín Olmos                 | coureur cycliste espagnol                                                                 | 86  |        |  |
| 22 février  | Jonas Savimbi                 | chef de l'Union nationale pour l'indépendance de l'Angola (UNITA)                         | 67  |        |  |
| 25 février  | François Bloch-Lainé          | haut fonctionnaire et ancien président du Crédit lyonnais                                 | 89  |        |  |
| 27 février  | Georges Beaucourt             | footballeur international français devenu entraîneur.                                     | 89  |        |  |